# Principe d'indiscernabilité des identiques
Ne doit pas être confondu avec Principe d'identité des indiscernables.
Le principe d'indiscernabilité des identiques (ou principe des identiques) est un principe qui stipule que si deux entités sont identiques, alors elles possèdent toutes leurs propriétés en commun. S'il est vrai que x est identique à y, alors x et y possèdent exactement les mêmes propriétés. Tout ce qu'on peut prédiquer de l'un peut être prédiqué de l'autre. Sa réciproque est le principe d'identité des indiscernables (ou « principe des indiscernables ») avec lequel il ne doit pas être confondu.
Le principe d'indiscernabilité des identiques peut être considéré comme trivial ou évident. Il affirme que l'indiscernabilité est une condition nécessaire à l'identité. Il décrit ce que signifie être identique. En ce sens il ne souffre aucun contre exemple sérieux. Ce principe est toutefois rejeté par certains penseurs tels que Peter Geach.
Symboliquement, ce principe (d'indiscernabilité) des identiques s'exprime : (x)(y) [(x = y) → (P)(Px ↔ Py)]. Ce qu'on peut lire en langage naturel : « Pour tout x, pour tout y, si x est identique à y, alors pour tout P, Px est équivalent à Py ».